# Tuyến đường số 1
Tuyến đường số 1 (tiếng Hàn: 로드 넘버원, tiếng Anh: Road No.1) là tên một bộ phim truyền hình của hãng truyền thông MBC, khai thác đề tài số phận con người trong cuộc chiến tranh Triều Tiên (1950 - 1953). Bộ phim nằm trong loạt dự án kỷ niệm tròn 60 năm ngày nổ ra cuộc chiến tranh liên Triều (25 tháng 6 năm 1950 - 25 tháng 6 năm 2010) bi thảm.
Lồng ghép trong bối cảnh chiến tranh tang thương là câu chuyện cảm động về tình yêu, tình bạn, tình đồng đội trên suốt dọc con đường quốc lộ số 1 nối liền Seoul với Bình Nhưỡng.

## Nội dung
Chàng trai chất phác, tài hoa Lý Trường Vũ là con một tá điền, thời niên thiếu đã có mối tình đẹp như tranh cô tiểu thư con nhà địa chủ Kim Tú Uyên.
Hoàn cảnh gia đình ngày càng sa sút buộc Tú Uyên gần như phải từ bỏ việc học tại trường y, vì thế Trường Vũ đã tình nguyện đi lính để giúp đỡ Tú Uyên. Cô rất nỗ lực để tốt nghiệp cùng với tình yêu son sắt dành cho Trường Vũ. Nhưng rồi một ngày, Tú Uyên nhận được giấy báo tử của Trường Vũ.
Dẫu vẫn cố thuyết phục mình rằng Trường Vũ còn sống và sẽ sớm trở về nhưng cuộc sống của Tú Uyên lại xáo trộn khi có sự xuất hiện của Thân Thái Hạo - anh chàng học viên xuất sắc của Học viện Lục quân và đang có một tương lai công danh rạng ngời. Trong một chuyến thị sát các phòng khám trong quận anh thầm yêu Tú Uyên ngay từ cái nhìn đầu tiên.
Sau rất nhiều cố gắng chối từ tình cảm của Thái Hạo, sau cùng tấm chân tình của anh cũng khiến Tú Uyên miễn cưỡng nhận lời cầu hôn. Đúng lúc cả hai đang chuẩn bị lễ cưới thì Trường Vũ đột ngột trở về... Cả ba rơi vào hoàn cảnh vô cùng trớ trêu. Thế rồi cuộc chiến tranh liên Triều nổ ra, vô tình đẩy họ vào một nghịch cảnh còn bi thương hơn thế nữa.

## Ê-kíp
- Ánh sáng: Thôi Thành Văn

| Diễn viên       | Thủ vai                      |
| --------------- | ---------------------------- |
| Kim Khả Nhã     | Kim Tú Uyên                  |
| Tô Chí Tiếp     | Lý Trường Vũ                 |
| Duẫn Khuê Tường | Thân Thái Hạo                |
| Kim Chấn Vũ     | Tú Hách (anh trai Tú Uyên)   |
| Nam Bảo La      | Tú Hi (em gái Tú Uyên)       |
| Tôn Thượng Mẫn  | Thượng sĩ Ngô Dưỡng Kỳ       |
| Thôi Mẫn Thọ    | Đại đội trưởng Duẫn Thẩm Thọ |
| Julien Giang    | Trung úy Baker               |